# Cluster One
Pistes de The Division Bell
What Do You Want from Me
Cluster One est un morceau instrumental du groupe de rock progressif britannique Pink Floyd. C'est le premier titre de l'album The Division Bell, paru en 1994. 

## Genèse
«Quand on a commencé à réunir le matériel des jam sessions, on a divisé en trois catégories: acoustique, blues et cosmique. Les séquences qui collaient ensemble, on les a appelé Cluster (ensemble). Les instrumentaux, du fait qu'il n'y avait aucune raison de les renommer, ont longtemps gardé leur ancien titre. En fait, Cluster One a toujours été Cluster One, et c'est resté, en partie à mon initiative. » - Andy Jackson
Cet instrumental est la première composition de David Gilmour et de Richard Wright depuis «Obscured By Clouds» en 1972. Elle n'a jamais été jouée sur scène mais, elle était diffusée à l'ouverture des concerts. 

## Réalisation
Un bruit parasite monte progressivement au début de l'instrumental. C'est en fait quelqu'un qui est monté qui s'est rendu au sommet du mont Washington et qui a enregistré des bruits électromagnétiques à l'aide d'une grande antenne. La musique commence autour de 1 minute avec le son du synthétiseur que l'on connaît bien de Wright. Une ambiance planante s'installe lorsque David l'accompagne avec sa Red Stat par divers effets (pédale de volume / notes reproduites à l'envers / delays et réverbérations). On peut facilement comparer cet instrumental à l'introduction de «Shine On You Crazy Diamond» par le jeu très inspiré de Wright/Gilmour. 

## Enregistrement
Britannia Row, Islington, Londres: Janvier 1993
Astoria, Hampton: Février-Mai 1993
Metropolis Studios, Chiswick, Londres: Septembre-Décembre 1993
The Creek Recording Studios, Londres: Septembre-Décembre 1993

## Personnel
- David Gilmour - guitare Fender Stratocaster
- Richard Wright - piano, synthétiseur Kurzweil
- Nick Mason - batterie, percussions
- Gary Wallis: percussions (programmation)